# Szorzatszabály
A matematikában a szorzatszabály alkalmazásával két, vagy több függvény szorzatának a deriváltját lehet kiszámítani.
Egy lehetséges jelöléssel:
{\displaystyle (f\cdot g)'=f'\cdot g+f\cdot g'\,\!}
vagy a Leibniz-féle jelöléssel:
{\displaystyle {\dfrac {d}{dx}}(u\cdot v)=u\cdot {\dfrac {dv}{dx}}+v\cdot {\dfrac {du}{dx}}}.
továbbá:
{\displaystyle d(uv)=u\,dv+v\,du}.
A három függvény szorzatának deriváltja:
{\displaystyle {\dfrac {d}{dx}}(u\cdot v\cdot w)={\dfrac {du}{dx}}\cdot v\cdot w+u\cdot {\dfrac {dv}{dx}}\cdot w+u\cdot v\cdot {\dfrac {dw}{dx}}}.

## Leibniz felfedezése
A szorzatszabály felfedezését Gottfried Wilhelm Leibniznek tulajdonítják, bár Child (2008) szerint Isaac Barrow nevéhez fűződik a felfedezés.
Leibniz érvelése:
Legyen u(x) és v(x) x két differenciálható függvénye.
Ekkor uv differenciálja:
{\displaystyle {\begin{aligned}y+d(u\cdot v)&{}=(u+du)\cdot (v+dv)\\d(u\cdot v)&{}=(u+du)\cdot (v+dv)-u\cdot v\\&{}=u\cdot dv+v\cdot du+du\cdot dv.\end{aligned}}}
Mivel du•dv kifejezések (du-hoz és dv-hez képest) „elhanyagolhatók”, Leibniz arra a megállapításra jutott, hogy:
{\displaystyle d(u\cdot v)=v\cdot du+u\cdot dv\,\!}
és ez valóban a szorzatszabály differenciál alakja.
Ha végig osztunk dx-szel, kapjuk:
{\displaystyle {\frac {d}{dx}}(u\cdot v)=v\cdot {\frac {du}{dx}}+u\cdot {\frac {dv}{dx}}\,\!}
mely ilyen alakba is írható:
{\displaystyle (u\cdot v)'=v\cdot u'+u\cdot v'.\,\!}

## Példák
- Tegyük fel, hogy differenciálni akarjuk a ƒ(x) = x² sin(x) függvényt. A szorzatszabályt alkalmazva kapjuk:

ƒ '(x) = 2x sin(x) + x²cos(x) (mivel x² deriváltja: 2x, és sin(x) deriváltja: cos(x)).
- Speciális eset az úgynevezett „konstans szorzási szabály”, mely azt állítja: ha van egy c valós számunk, és egy ƒ(x) differenciálható függvény, akkor cƒ(x) is differenciálható, és a derivált: (c × ƒ)'(x) = c × ƒ '(x). Ez a szorzatszabályból következik, mivel egy konstans deriváltja zéró. Ezt kombinálva a deriváltak szumma-szabályával, mutatja, hogy a differenciálás lineáris.
- A részenkénti integrálás szabálya levezethető a szorzatszabályból, mivel ez a hányadosszabály (annak gyenge változata). Azért „gyenge” változat, mert nem igazolja, hogy a hányados differenciálható, csak azt mondja, egy van egy deriváltja, ha az differenciálható.

## Általános hiba
Egy általánosan előforduló hiba, ha feltételezzük, hogy (uv) deriváltja egyenlő (u ′)(v ′).
Kezdetben, Leibniz maga is elkövette ezt a hibát annak ellenére, hogy világos ellenpéldák léteznek.
Tekintsük ƒ(x) függvényt, melynek deriváltja: ƒ '(x). Ezt úgy is felírhatjuk, hogy ƒ(x) • 1, mivel az 1 neutrális elem a szorzást tekintve.
Ha fenti téves koncepció igaz lenne, akkor (u′)(v′) zérus lenne. Ez azért igaz, mert egy konstans deriváltja mindig zéró, és így a szorzat is zéró lenne.

## A szorzat-szabály bizonyítása
Egy precíz bizonyítás adható a deriváltak 'Newton-féle differenciahányados határérték elméletére alapozva.
Ha
{\displaystyle h(x)=f(x)g(x),\,}
és ƒ és g differenciálható egy fix x számnál, akkor
{\displaystyle h'(x)=\lim _{w\to x}{h(w)-h(x) \over w-x}=\lim _{w\to x}{f(w)g(w)-f(x)g(x) \over w-x}.\qquad \qquad (1)}
Ekkor a különbség
{\displaystyle f(w)g(w)-f(x)g(x)\qquad \qquad (2)}
azaz a nagy téglalap területe mínusz a kis téglalap területe (a lenti ábra szerint).

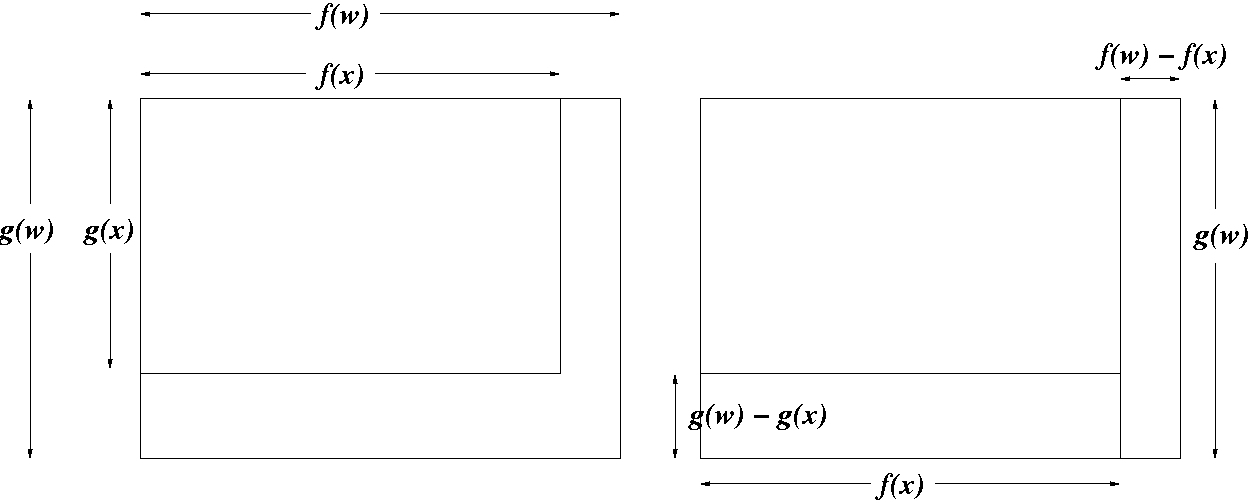
Szorzatszabály bizonyítása

A nagy és a kis téglalap közötti terület kettő téglalapra osztható, ennek a területnek a szummája
{\displaystyle f(x){\Bigg (}g(w)-g(x){\Bigg )}+g(w){\Bigg (}f(w)-f(x){\Bigg )}.\qquad \qquad (3)}
mert:

{\displaystyle {\Bigg (}f(w)-f(x)+f(x){\Bigg )}{\Bigg (}g(w)-g(x)+g(x){\Bigg )}-f(x)g(x)=}
{\displaystyle f(w)g(w)-f(w)g(x)+f(w)g(x)-f(x)g(w)+f(x)g(x)-f(x)g(x)+f(x)g(w)-f(x)g(x)+f(x)g(x)-f(x)g(x)=}
{\displaystyle f(w)g(w)-f(x)g(w)-f(x)g(x)+f(x)g(w)+f(x)g(x)=}
{\displaystyle f(x){\Bigg (}g(w)-g(x){\Bigg )}+g(w){\Bigg (}f(w)-f(x){\Bigg )}+f(x)g(x)}
Ezért az (1)-es kifejezés egyenlő:
{\displaystyle \lim _{w\to x}\left(f(x)\left({g(w)-g(x) \over w-x}\right)+g(w)\left({f(w)-f(x) \over w-x}\right)\right).\qquad \qquad (4)}
Feltéve, hogy az összes használt határérték létezik, (4) egyenlő:
{\displaystyle \left(\lim _{w\to x}f(x)\right)\left(\lim _{w\to x}{g(w)-g(x) \over w-x}\right)+\left(\lim _{w\to x}g(w)\right)\left(\lim _{w\to x}{f(w)-f(x) \over w-x}\right).\qquad \qquad (5)}
és most
{\displaystyle \lim _{w\to x}f(x)=f(x)}
ez igaz, mert f(x) konstans marad, ha  w → x
{\displaystyle \lim _{w\to x}g(w)=g(x)\,}
Ez igaz, mert a differenciálható függvény folytonos (g-ről feltételezve, hogy differenciálható),
tehát:
{\displaystyle \lim _{w\to x}{f(w)-f(x) \over w-x}=f'(x)}    and    {\displaystyle \lim _{w\to x}{g(w)-g(x) \over w-x}=g'(x)}
mert f és g',' x-nél differenciálható;
Ennek következtében az (5) kifejezés egyenlő:
{\displaystyle f(x)g'(x)+g(x)f'(x).\,}

## Általánosítás

### Több mint két tényező szorzata
A szorzatszabályt általánosítani lehet több, mint két tényezőre.
Például három tényezőre:
{\displaystyle {\frac {d(uvw)}{dx}}={\frac {du}{dx}}vw+u{\frac {dv}{dx}}w+uv{\frac {dw}{dx}}\,\!}.
{\displaystyle f_{1},\dots ,f_{k}} függvényekre:
{\displaystyle {\frac {d}{dx}}\left[\prod _{i=1}^{k}f_{i}(x)\right]=\sum _{i=1}^{k}\left({\frac {d}{dx}}f_{i}(x)\prod _{j\neq i}f_{j}(x)\right)=\left(\prod _{i=1}^{k}f_{i}(x)\right)\left(\sum _{i=1}^{k}{\frac {f'_{i}(x)}{f_{i}(x)}}\right).}

### Magasabb fokú deriváltak
A Leibniz-szabály szerint általánosítható a két tényezős szorzatszabály n-edik deriváltjára:
{\displaystyle (uv)^{(n)}(x)=\sum _{k=0}^{n}{n \choose k}\cdot u^{(n-k)}(x)\cdot v^{(k)}(x).}

### Magasabb fokú parciális deriváltak
Parciális deriváltakra:
{\displaystyle {\partial ^{n} \over \partial x_{1}\,\cdots \,\partial x_{n}}(uv)=\sum _{S}{\partial ^{|S|}u \over \prod _{i\in S}\partial x_{i}}\cdot {\partial ^{n-|S|}v \over \prod _{i\not \in S}\partial x_{i}}}
ahol az S index végig fut a {1, ..., n}, 2n alhalmazán.
Ha például n=3, akkor:
{\displaystyle {\begin{aligned}&{}\quad {\partial ^{3} \over \partial x_{1}\,\partial x_{2}\,\partial x_{3}}(uv)\\\\&{}=u\cdot {\partial ^{3}v \over \partial x_{1}\,\partial x_{2}\,\partial x_{3}}+{\partial u \over \partial x_{1}}\cdot {\partial ^{2}v \over \partial x_{2}\,\partial x_{3}}+{\partial u \over \partial x_{2}}\cdot {\partial ^{2}v \over \partial x_{1}\,\partial x_{3}}+{\partial u \over \partial x_{3}}\cdot {\partial ^{2}v \over \partial x_{1}\,\partial x_{2}}\\\\&{}\qquad +{\partial ^{2}u \over \partial x_{1}\,\partial x_{2}}\cdot {\partial v \over \partial x_{3}}+{\partial ^{2}u \over \partial x_{1}\,\partial x_{3}}\cdot {\partial v \over \partial x_{2}}+{\partial ^{2}u \over \partial x_{2}\,\partial x_{3}}\cdot {\partial v \over \partial x_{1}}+{\partial ^{3}u \over \partial x_{1}\,\partial x_{2}\,\partial x_{3}}\cdot v.\end{aligned}}}

## Alkalmazások
A szorzatszabály alkalmazásai között egy bizonyíték:
{\displaystyle {d \over dx}x^{n}=nx^{n-1}\,\!}
ahol n pozitív egész. (A szabály akkor is érvényes, ha n nem pozitív, vagy nem egész, de akkor a bizonyítás más módszerrel történik).
A teljes indukció bizonyítása n-edik kitevőre.
Ha n = 0, akkor xn konstans, és nxn – 1 = 0.
A szabály bármely n kitevőre érvényes, és így a következő n + 1-re is:
{\displaystyle {\begin{aligned}{d \over dx}x^{n+1}&{}={d \over dx}\left(x^{n}\cdot x\right)\\[12pt]&{}=x{d \over dx}x^{n}+x^{n}{d \over dx}x\qquad {\mbox{(itt használtuk a szorzat-szabályt)}}\\[10pt]&{}=x\left(nx^{n-1}\right)+x^{n}\cdot 1\qquad {\mbox{(az indukciós hipotézis)}}\\[12pt]&{}=(n+1)x^{n}.\end{aligned}}}
Ha a tétel igaz n-re, akkor n + 1-re is igaz.

## Tangenstér definíciója
A szorzat-szabály felhasználható az absztrakt tangenstér definiálásra is.
Az a tényt használható itt, hogy egy geometria alakzat p pontján definiálni lehet valós értékű függvények deriváltjait a szorzat-szabállyal, és minden ilyen deriválás lineáris teret (vektortér) alkot, mely a kívánt tangenstér.